# Asbjørn Ruud
Pour les articles homonymes, voir Ruud.
Asbjørn Ruud, né le 6 octobre 1919 à Kongsberg et mort le 26 mars 1989 à Oslo, est un sauteur à ski norvégien.

## Biographie
Il fait partie d'une famille de sauteurs qui domine le saut à ski durant les années 1930 avec ses frères Birger et Sigmund.
Il remporte le concours des Championnats du monde 1938. Sa carrière est interrompue par la Seconde Guerre Mondiale, mais revient au sommet en 1946, gagnant le saut au Festival de ski de Holmenkollen, ce qui lui garantit le gain de la Médaille Holmenkollen en 1948. En 1948, il prend part aux Jeux olympiques à Saint-Moritz, terminant septième.

## Palmarès

### Jeux olympiques
| Épreuve / Édition | St-Moritz 1948 |
| Petit tremplin    | 7e             |

### Championnats du monde
| Épreuve / Édition | Lahti 1938 |
| Petit tremplin    | Or         |